# Thác Pongour

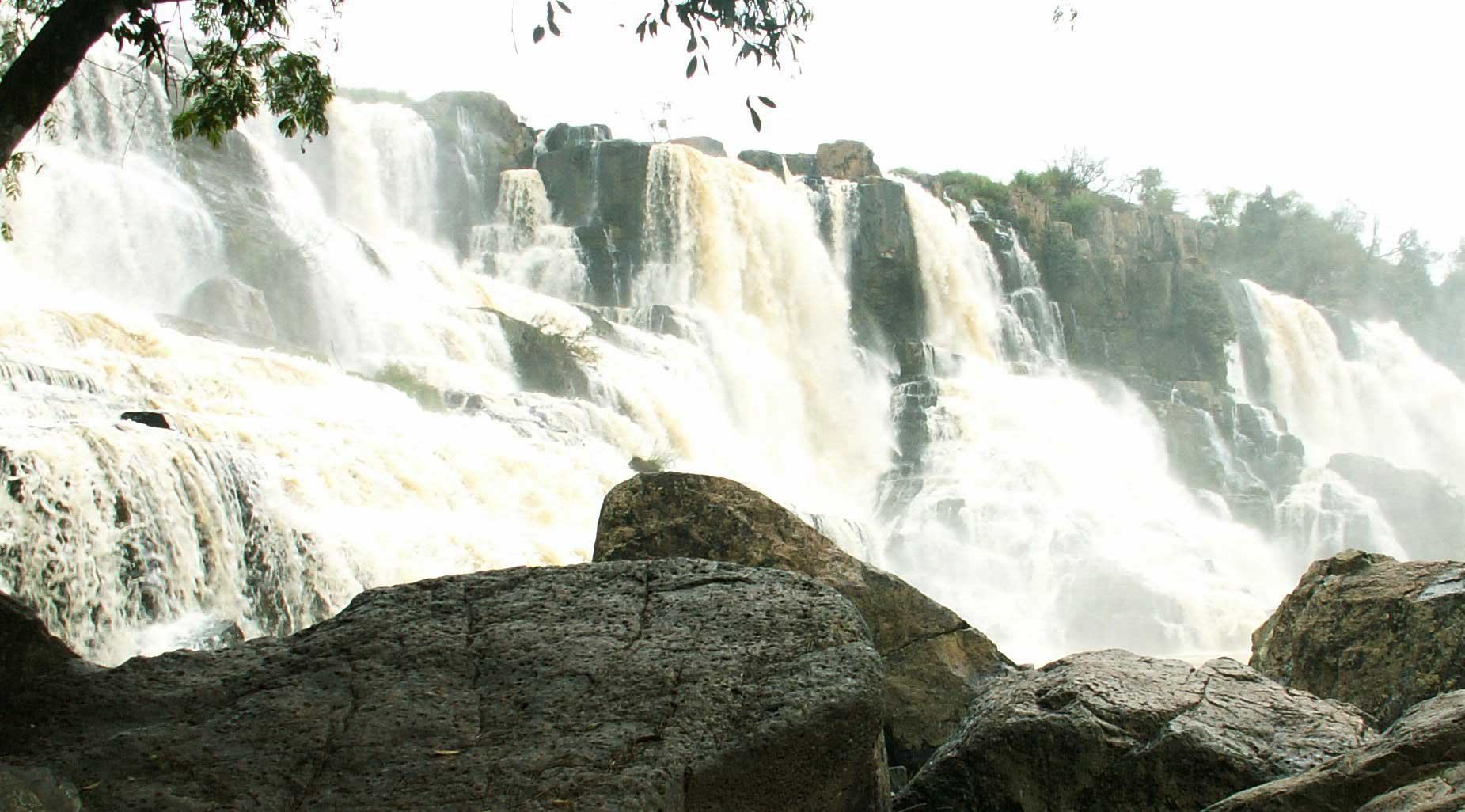
Thác Pongour

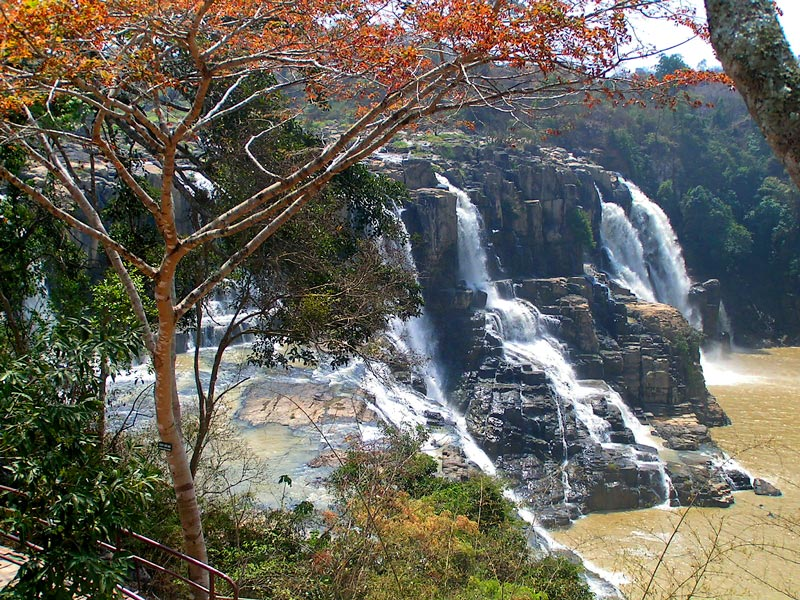

Thác Pongour (đọc là Pông-gua), là thác trên sông Đa Nhim tại vùng đất xã Phú Hội, huyện Đức Trọng, tỉnh Lâm Đồng, Việt Nam.
Thác nằm cách Đà Lạt chừng 50 km về hướng Nam . Thác còn được du khách gọi là thác Bảy Tầng.
Thác đổ từ độ cao gần 40 mét, trải rộng hơn 100 mét, qua hệ thống đá bậc thang 7 tầng. Bao quanh là khu rừng nguyên sinh có diện tích khoảng 2,5 ha với thảm thực vật đa dạng, phong phú.

## Truyền thuyết
Truyền thuyết kể rằng: ngày xưa, vùng đất Phú Hội - Tân Hội - Tân Thành bây giờ do một nữ tù trưởng người K’Ho xinh đẹp tên là Kanai cai quản. Nàng có tài chinh phục thú dữ phục vụ lợi ích con người, trong đó có bốn con tê giác to lớn khác thường, luôn tuân lệnh Kanai dời non ngăn suối, khai phá nương rẫy trồng bắp, gieo lúa và sẵn sàng xung trận chiến đấu chống kẻ thù, bảo vệ buôn làng. Nhờ đó, cuộc sống cộng đồng ngày càng sung túc, thanh bình.
Mùa xuân năm ấy, đúng ngày rằm tháng Giêng, nàng nhẹ nhàng trút hơi thở cuối cùng. Bốn con tê giác quanh quẩn đêm ngày không rời thân chủ nửa bước, chẳng buồn ăn uống cho đến chết... Bỗng một sáng bình minh vừa hé, mọi người hết sức ngạc nhiên khi thấy nơi nàng yên nghỉ sừng sững ngọn thác đẹp tuyệt trần. Thì ra, suối tóc Kanai đã hoá thành làn nước trong xanh, mát rượi, tung bọt trắng xoá, còn những phiến đá bàn xanh rêu xếp từ cao xuống thấp, làm nền cho thác đổ, chính là các cặp sừng của đàn tê giác hoá thạch - biểu tượng của sức mạnh đoàn kết, gắn bó vĩnh cửu giữa con người với thiên nhiên bao la.
Pongour là tên do người Pháp phiên âm từ tiếng bản địa K’Ho: Pon-gou có nghĩa là ông chủ vùng đất sét trắng. Theo một số tài liệu địa chất của người Pháp, vùng đất này có nhiều kaolin.

## Du lịch
Pongour là thác nước duy nhất có ngày hội. Hằng năm cứ vào dịp rằm tháng Giêng âm lịch, từ khắp nơi các nam thanh nữ tú không phân biệt dân tộc đổ về đây trẩy hội mùa Xuân. Đây là dịp mà mọi người sống cởi mở, chân tình, tự do tìm hiểu và yêu mến nhau.